# Magno Cavallo
Magno Cavallo, auch Vincentius Dominus de Magno Cavallo (geboren um 1720; gestorben 12. Oktober 1805 in Celle,  Kurfürstentum Hannover) nannte sich ein Mensch, der im 18. Jahrhundert in deutschsprachigen Staaten umherreiste und bekannt wurde als Poet und Gelegenheitsschriftsteller, Herausgeber von Druckwerken, als selbsternannter Astronom, Mathematiker und Chemiker, Arzt, Wunderheiler und Hellseher. Er wird wie Cagliostro zu den Scharlatanen seiner Zeit gezählt, war aber eher ein Abenteurer und Hochstapler.

## Leben

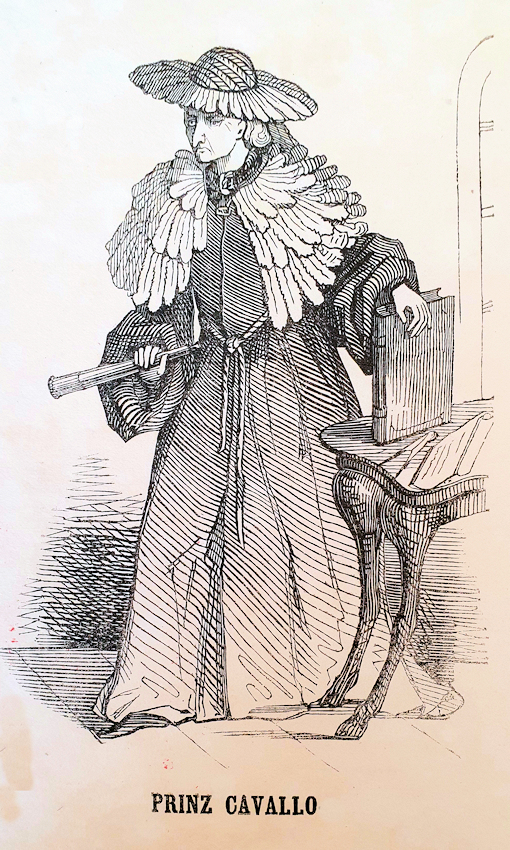
Vincentius von Magno-Cavallo; Blicke in die zweite Hälfte des 19. Jahrhunderts (Frontispiz)

Cavallos eigentlicher Name und seine Herkunft sind unbekannt. Eigenen Angaben zufolge war er der Sohn eines tatarischen Khans von Chiwa. Er sprach mehrere Sprachen, Latein, Italienisch, Französisch und Deutsch. Unbekannt bleibt, woher seine Reichtümer stammen, Gerüchten zufolge soll er vielmehr ein entlaufener italienischer Mönch sein, der gestohlene Klosterschätze veräußert habe. Nachweislich kam Cavallo 1774 nach Celle und bemühte sich vergeblich um Kontakt zur hierher verbannten Caroline Mathilde von Hannover. Er kaufte für 5000 Taler ein Haus in der Celler Vorstadt und umgab das Grundstück mit einem Wall und einem Wasserlauf. Ende der 1770er Jahre verließ er die Stadt wieder und tauchte im kurländischen Mitau auf, unterhielt dort eine Spielbank, wurde aber bald darauf ausgewiesen und ließ sich im lettischen Bauska nieder, wo er seine Spielbankgeschäfte fortsetzte. 1780 war sein Aufenthalt in Wismar dokumentiert, wo er dem Magistrat wenig willkommene Ratschläge unterbreitete. Um 1786 hielt er sich in Barth und in Kenz auf, einem zu damaliger Zeit wegen seiner Mineralquellen beliebtem Kurort. Er mühte sich um Geldgeber für seine Geschäftsideen, bei denen es um Gesundbrunnen und Glücksspielstätten ging. Um 1790 wohnte er in Braunschweig, wo er sich als Augur betätigte. Er verfasst eine „Denkschrift auf das Monument (Palladium) Carolinae Mathildis“ sowie auf Katharina die Große, ließ Muster für Gedenkmedaillen anfertigen und warb um ein solches Monument in Berlin, Altona oder Kopenhagen. Cavallo kam schließlich zurück nach Celle, veröffentlichte seine „Sämtlichen Schriften“ und freundete sich mit Ferdinand Alfred Freiherr von Ende an. Cavallo starb 1805 und wurde auf dem Neustädter Friedhof beigesetzt.

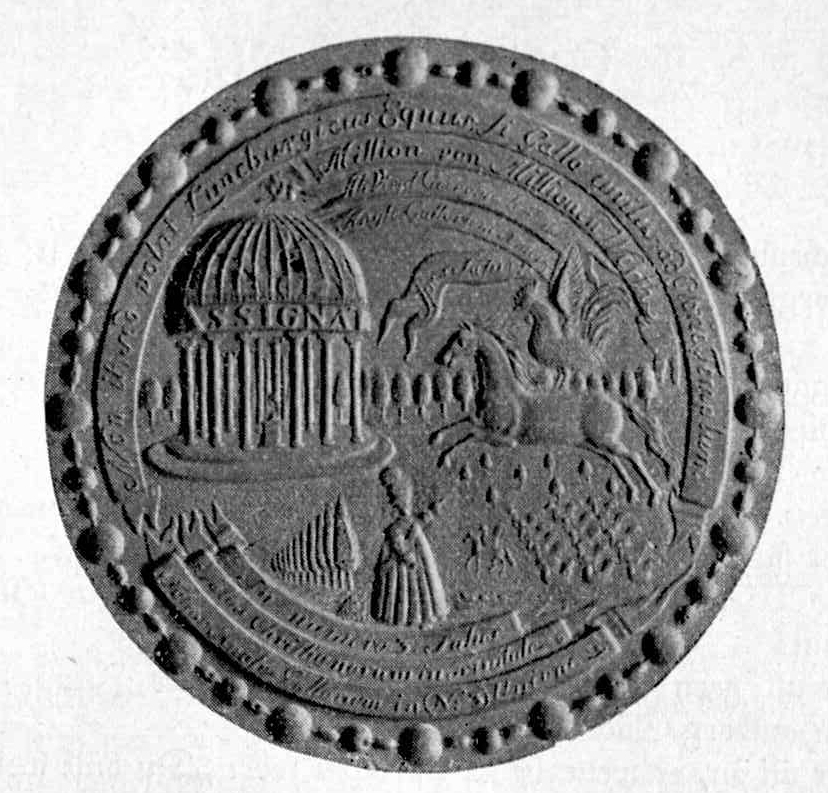
Medaille (Siegel) von 1792. Cavallo mit dem Friedens-Tempel. „Nicht geht, sondern es fliegt das Welfenroß, mit dem Hahn geeint, zum Tempel des Ruhmes.“

## Schriften
- Bildung der Vernunft und des Verstandes. A la Cavallo in Bezug an die Religion ... für die Unterthanen des grossen Königs Georg III. Königs von Engelland ... ; Mit einer Sammlung von Briefen. 1789. Link
- Aria. Canto del Augure Cavallo. Nello Sposalizio del Prencipe Hereditario di Bronsvigo con la Principessa d'Orange. Adi 10. Novembre 1790 ... [Aria. Gesang des Auguris Cavallo Bey Vermählung des Erbprinzen von Braunschweig mit der Prinzessin von Oranien. Den 10ten November 1790. Ah! möcht' ich werden Stiglitz! ...] [Braunschweig] 1790.
- Sammlung sämtlicher Schriften 1. Heft. 40 S., [Braunschweig] 1790.
- Blicke in die zweite Hälfte des 19ten Jahrhunderts / Niedergeschrieben im J. 1798 vom Prinzen Cavallo in Celle. Herausg. von Paul Hammer. Hannover 1850, darin: Gedrängter Auszug aus der Selbstbiographie des Prinzen, alias Chevalier de Cavallo.